# Duncan Farrar Kenner
Duncan Farrar Kenner (* 11. Februar 1813 in New Orleans, Louisiana; † 3. Juli 1887 ebenda) war ein US-amerikanischer, sowie ein konföderierter Politiker aus dem Bundesstaat Louisiana. Ferner war er Mitglied des konföderierten Kongresses.
Kenner war 1836 Mitglied des Repräsentantenhauses von Louisiana und später des Senats von Louisiana. Ferner war er Louisianas Delegierter beim staatlichen Verfassungskonvent von 1844 und 1852. Später vertrat er von 1861 bis 1865 Louisiana als Deputierter beim Provisorischen Konföderiertenkongress sowie im ersten und zweiten Konföderiertenkongress. Nach dem Sezessionskrieg kandidierte er 1878 für einen Sitz im US-Senat, verlor aber. Kenner starb am 3. Juli 1887 in New Orleans und wurde auf dem „Ascension Catholic Cemetery“ beigesetzt.